# Download Festival
 (mars 2023).
Le Download Festival est un festival de rock organisé annuellement depuis 2003, au Donington Park, à Castle Donington, en Angleterre, Royaume-Uni. Son évolution l'a mené sur d'autres sites, tels Glasgow en 2004, à Paris en 2016, 2017 et 2018, à Madrid en 2017 et 2018, à Melbourne en 2017 et à partir de 2019 au Japon. Tous les ans, à la mi-juin, sur plusieurs jours, il accueille des groupes de metal, de punk rock et de rock alternatif.

## Histoire
Le Download Festival est créé en 2003 pour succéder au Monsters of Rock de Donington qui a lieu de 1980 à 1996.
Le Download s'installe au même emplacement que le Monsters durant 2 jours, puis 3 depuis 2005. Par la suite, il se scinde sur deux lieux différents.
En 2016, une édition française est créée ; la première a lieu à l'hippodrome de Longchamp dans le 16e arrondissement. En 2017 et 2018, elle a lieu sur la Base aérienne 217 de Brétigny-sur-Orge (Essonne). L'édition 2019 n'est exceptionnelle pas programmée, et l'édition 2020 est annulée en raison de travaux sur la ligne RER C. Elle ne donne aucun signe de vie en 2021, laissant présager sa fin.

### Années 2000

#### 2003
Le premier Download Festival réunit deux scènes sur deux jours, les 31 mai et 1er juin 2003.
| Samedi 31 mai | |
| Main Stage | Scuzz Stage |
| Iron Maiden Marilyn Manson Deftones Ministry InMe Murderdolls Amen Funeral for a Friend Stampin' Ground Shadows Fall Murder One | A Reel Big Fish Taproot Sepultura Reef HIM SOiL The Hellacopters Sikth 3 Colours Red (en) From Autumn to Ashes QueenAdreena (en) Violent Delight (en) Arch Enemy Chimaira |

| Dimanche 1er juin | |
| Main Stage | Scuzz Stage |
| Audioslave Zwan Flint Apocalyptica Less Than Jake Disturbed Stone Sour Evanescence Mudvayne Spineshank The Darkness One Minute Silence Raging Speedhorn Instruction | NOFX Boysetsfire The Bouncing Souls Strung Out Thrice Spunge TSOL The Real McKenzies Metallica The Eighties Matchbox B-Line Disaster Brand New Instruction Beatsteaks Randy Fabulous Disaster |

#### 2004
En 2004, le festival se dédouble sur deux sites comportant deux scènes chacun (dont 28 groupes répartis sur les deux principales) : Glasgow, du 1er au 2 juin, et Donington, du 5 au 6 juin.
| Samedi 5 juin | | |
| Main Stage | Snickers « Game On » Stage | Barfly Stage |
| Linkin Park Sum 41 Iggy and the Stooges The Hives The Distillers Cradle of Filth Monster Magnet Opeth The Dillinger Escape Plan | Pennywise Electric Six Wildboyz Arch Enemy Biffy Clyro Million Dead Instruction 36 Crazyfists Akercocke Viking Skull Powder D-Void The Bled | Peaches International Noise Conspiracy Ikara Colt thisGIRL Roxy Saint The Glitterati Surferosa Burst Lowfive Yourcodenameis:Milo Bullet for My Valentine The Holiday Plan Hiding Place Fireapple Red |

| Dimanche 6 juin                                                                      | | |
| Main Stage                                                                           | Snickers « Game On » Stage | Barfly Stage |
| Metallica Korn Slipknot Machine Head Damageplan Soulfly Ill Niño Turbonegro Breed 77 | HIM Bowling for Soup Taking Back Sunday Slayer Life of Agony Brides of Destruction Drowning Pool Hatebreed Hoobastank Trapt Silvertide (en) Ricky Warwick (en) Terra Diablo (en) | Suicide Girls Young Heart Attack (en) Span The Sounds Dirty Americans (en) Recover Amplifier Do Me Bad Things (en) Danko Jones The Black Dahlia Murder Mooney Suzuki (en) Gonga Hurricane Party (en) Planet of Women |

#### 2005

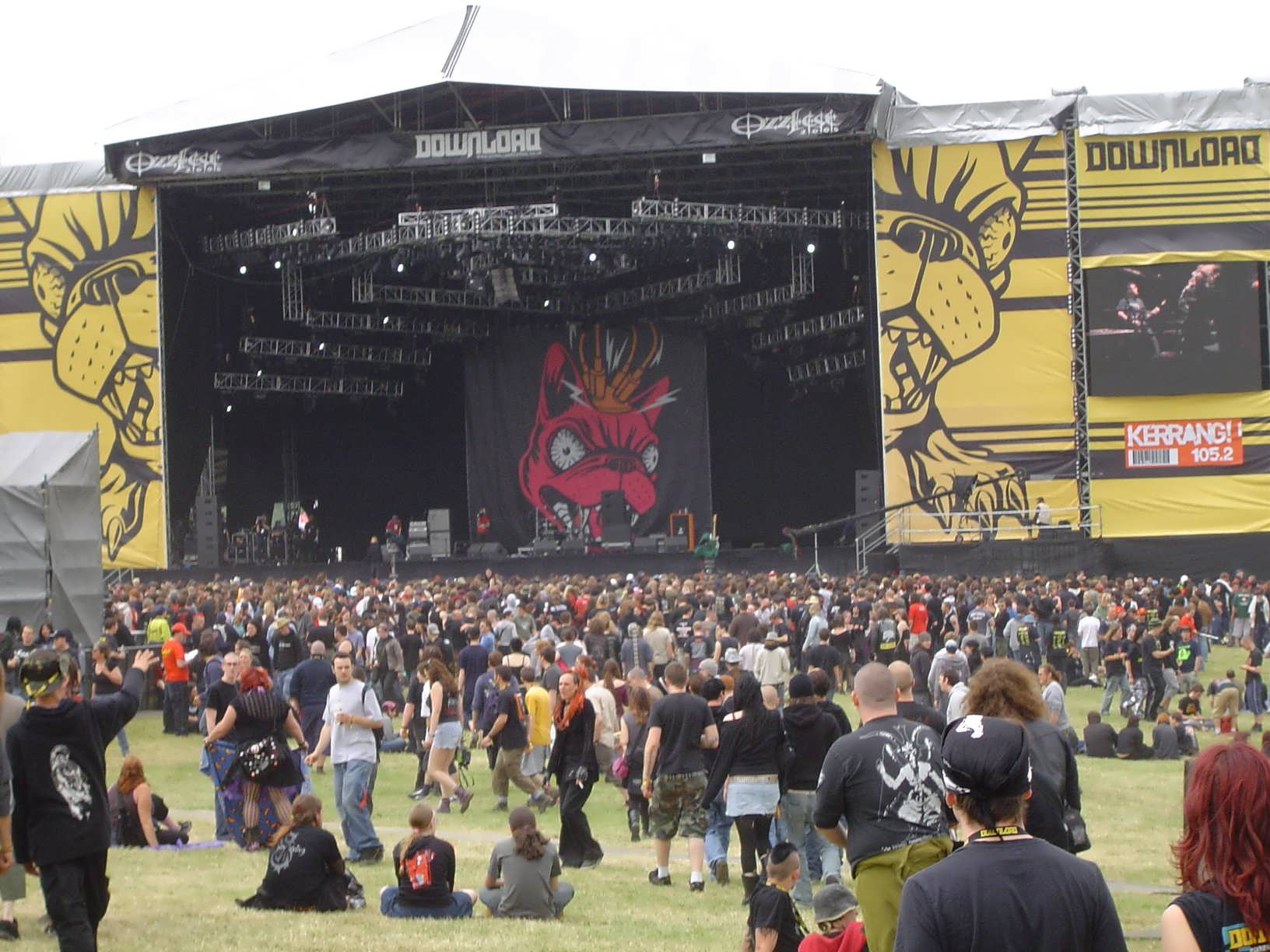
En 2005.

En 2005, le festival se déroule du 10 au 12 juin ; il héberge trois scènes : la principale (29 groupes), la Snickers et la Napster.
| Vendredi 10 juin                                                                                        | | |                             |
| Main Stage                                                                                              | Snickers Stage                                                                                          | Napster Stage | Snickers Bowl Stage         |
| Feeder Garbage Dinosaur Jr. Megadeth Biffy Clyro The Others JJ72 Idiot Pilot Wednesday 13 Queen Adreena | Billy Idol The Used My Chemical Romance InMe The Bled Apocalyptica Underøath Lordi Fozzy Flogging Molly | Napalm Death Raging Speedhorn Paradise Lost A Change of Pace Hurricane Party Tokyo Dragons (en) Colour of Fire Slunt Just a Word Crashdïet Planet of Women | Tat Ellis The Mascara Story |

| Samedi 11 juin | | |                               |
| Main Stage | Snickers Stage | Napster Stage | Snickers Bowl Stage           |
| Black Sabbath Velvet Revolver HIM Anthrax Alter Bridge Bowling for Soup A The Mad Capsule Markets Dwarves Trivium | In Flames Chimaira Lamb of God Bullet for My Valentine Meshuggah Unearth Every Time I Die Open Hand American Head Charge The Hurt Process Hondo Maclean Three Children of Fortune | Helmet The Lucky Nine Breed 77 The Explosion Towers of London Johnny Truant The Ga Ga's The Answer Panic Cell Crucified Barbara Diamond Nights Quit Your Dayjob City on Fire S.A. Sanctuary | Reuben Days of Worth Fastlane |

| Dimanche 12 juin                                                                               | | |                                                |
| Main Stage                                                                                     | Snickers Stage | Napster Stage | Snickers Bowl Stage                            |
| System of a Down Slipknot Slayer Nightwish Killswitch Engage Papa Roach Mudvayne Society 1 DV8 | Motörhead DKT/MC5 Funeral for a Friend Lacuna Coil Mastodon Shadows Fall Helmet Caliban As I Lay Dying Gizmachi Send More Paramedics The Mascara Story | Therapy? Team Sleep The Eighties Matchbox B-Line Disaster The Dresden Dolls The Glitterati The Saints Engerica 3 Inches of Blood Still Remains No Hope in New Jersey Acidtone Henry Rollins | Electric Eel Shock The Suffrajets Johnny Panic |

#### 2006

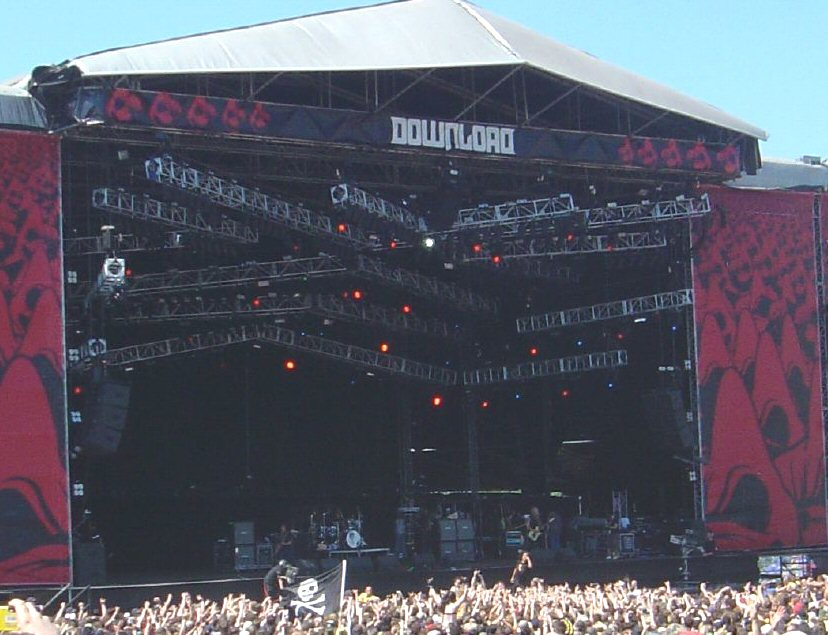
Alice In Chains.

En 2006, le festival se déroule du 9 au 11 juin et possède trois scènes : la scène principale (28 groupes), la Gibson/Myspace et la Snickers Bowl.

#### 2007

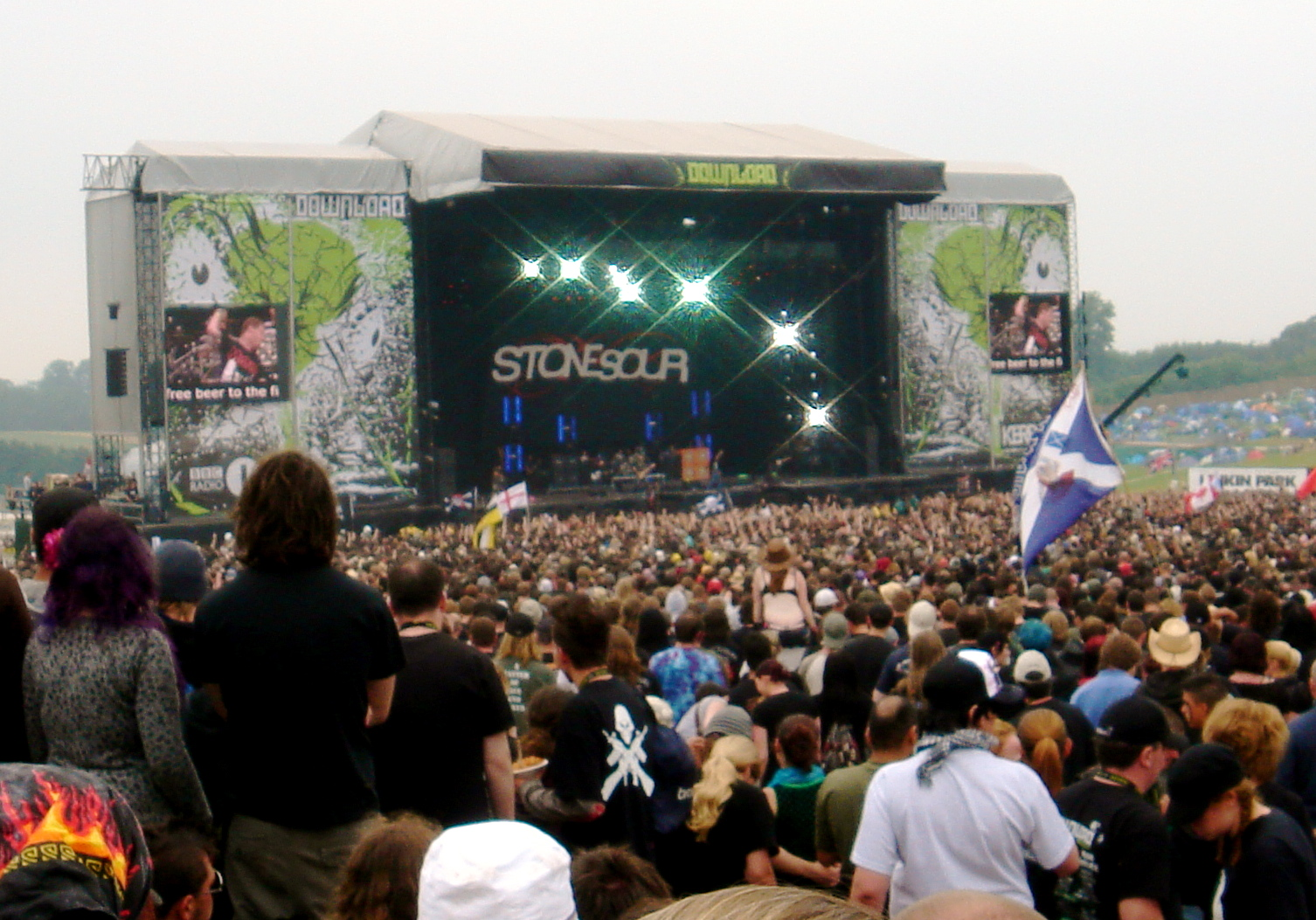
Devant Stone Sour.

En 2007, le festival se déroule du 8 au 10 juin et possède trois scènes : la principale, la Dimebag Darrell et la Tuborg.

#### 2008
En 2008, le festival se déroule du 13 au 15 juin et possède trois scènes : la principale, la Tuborg et la Gibson.

#### 2009
En 2009, le festival se déroule du 12 au 14 juin et possède quatre scènes : la scène, une deuxième scène, la Tuborg et la Red Bull Bedroom Jam.

### Années 2010

#### 2010
En 2010, le festival se déroule du 11 au 13 juin et possède quatre scènes : la scène principale, deux autres scènes et la Pepsi Max.

#### 2011
| Vendredi 10 juin                                                                                             | | | | |
| Main Stage                                                                                                   | Second Stage | Pepsi Max Stage | Red Bull Bedroom Jam Stage                                                                                                   | Jägermeister Acoustic Stage                                                                           |
| Def Leppard The Darkness Alter Bridge Thin Lizzy Black Stone Cherry Duff McKagan's Loaded Puddle of Mudd CKY | Pendulum Korn Bring Me the Horizon Children of Bodom The Damned Things Anti-Flag Young Guns Destroy Rebuild Until God Shows Evaline | Danzig Times of Grace FM Hyro Da Hero (en) Asking Alexandria Lower Than Atlantis Japanese Voyeurs (en) Royal Republic Betraeus Sweet Savage | Modestep Envy of the State OAF The Hype Theory Don Broco Page 44 (en) Hill Valley High Makethisrelate (en) Kellermensch (en) | Skindred The Last Republic The Dirty Youth (en) Million $ Reload Obsessive Compulsive The Verses (en) |

| Samedi 11 juin | | | | |
| Main Stage | Second Stage | Pepsi Max Stage | Red Bull Bedroom Jam Stage | Jägermeister Acoustic Stage                                                                             |
| System of a Down Avenged Sevenfold Skunk Anansie Down Hollywood Undead Skindred Escape the Fate All that Remains The Devil Wears Prada | Alice Cooper Twisted Sister Cheap Trick Mr. Big Dio Disciples Clutch Dan Reed Rock Sugar (en) The BossHoss Rise to Remain Chthonic Sacred Mother Tongue (en) | Funeral for a Friend The King Blues Sevendust Evile Trash Talk Your Demise letlive. (en) VersaEmerge Ghost Straight Line Stitch TRC Houston The Rods | Dangerous! (en) Kill 21 The Dangerous Summer Dear Superstar Heights Blitz Kids Welcome Wednesday The Ocean Between Us The Morning After Dripback Fighting Wolves | Bowling for Soup Dan Reed Sons of Icarus Royal Republic Maiden uniteD Never Means Maybe Skin Intraverse |

| Dimanche 12 juin | | | | |
| Main Stage | Second Stage                                                                                                  | Pepsi Max Stage | Red Bull Bedroom Jam Stage | Jägermeister Acoustic Stage |
| Linkin Park Bullet for My Valentine Disturbed The Gaslight Anthem The Pretty Reckless Bowling for Soup Madina Lake Biohazard Suicide Silence | Rob Zombie The Cult Black Veil Brides Buckcherry Turisas Gwar Kvelertak Hyro Da Hero Malefice Yashin Collapse | Frank Turner Plain White T's Silverstein Framing Hanley Deaf Havana T-34 Starseed My Darkest Days Sworn Amongst Hell Trucker Diablo Knock Out Kaine Jameson Raid | H.E.A.T Baptized in Blood The Dead Lay Waiting Illuminatus ACODA You and What Army Floods Autumn In Disguise (en) October File Belligerence Skeletal Damage | Dave McPherson Red, White and Blues Hyro Da Hero The Morning After Slaves to Gravity Heaven's Basement Voodoo Johnson Raven Vandelle |

#### 2014
Programmation :
| Main Stage          | Zippo Encore Stage | Pepsi Max Stage      | Red Bull Studios Live Stage |
| ------------------- | ------------------ | -------------------- | --------------------------- |
| Avenged Sevenfold   | The Offspring      | Opeth                | Dan Reed Network            |
| Rob Zombie          | Bad Religion       | Anathema             | Tyketto                     |
| Within Temptation   | Flogging Molly     | Letlive              | Anti-Mortem                 |
| Black Label Society | The Answer         | Quicksand            | Huntress                    |
| Skindred            | Tesla              | The Amity Affliction | Page 44                     |
| Powerman 5000       | Danger Danger      | Thy Art is Murder    | Lyger                       |
| Crossfaith          | Tax The Heat       | Radkey               | Drones                      |
| Miss May I          | Tax The Heat       | September Mourning   | Drones                      |
| Miss May I          | Tax The Heat       | No Hot Ashes         | Drones                      |

| Main Stage           | Zippo Encore Stage | Pepsi Max Stage         | Red Bull Studios Live Stage |
| -------------------- | ------------------ | ----------------------- | --------------------------- |
| Linkin Park          | Status Quo         | Behemoth                | Sikth                       |
| Fall Out Boy         | Twisted Sister     | American Head Charge    | The Howling                 |
| Bring Me The Horizon | The Wildhearts     | The Black Dahlia Murder | Malevolence                 |
| Killswitch Engage    | Monster Magnet     | Bless The Fall          | Battlecross                 |
| Bowling for Soup     | Orange Goblin      | Arcane Roots            | New Politics                |
| While She Sleeps     | Twenty One Pilots  | Lonely The Brave        | Skyharbor                   |
| Bury Tomorrow        | The Bosshoss       | Marmozets               | Coldrain                    |
| Fozzy                | Chevelle           | Upon A Burning Body     | The Magnus Puto             |
| Dying Fetus          | The Dirty Youth    | Vamps (JPN)             | Colt 45                     |
| Dying Fetus          | Press To Meco      | Lawnmowerdeth           | Colt 45                     |
| Dying Fetus          | Press To Meco      | Zoax                    | Colt 45                     |
| Dying Fetus          | Press To Meco      | Collibus                | Colt 45                     |

| Main Stage        | Zippo Encore Stage             | Pepsi Max Stage       | Red Bull Studios Live Stage |
| ----------------- | ------------------------------ | --------------------- | --------------------------- |
| Aerosmith         | Trivium                        | The Dilinger Esc Plan | Zebrahead                   |
| Alter Bridge      | The Pretty Reckless            | The Used              | Monuments                   |
| Steel Panther     | Seether                        | Suicide Silence       | Polar                       |
| Volbeat           | Philiph Anselmo & The Illegals | Against Me!           | Heart In Hand               |
| Joe Bonamassa     | Sabaton                        | Memphis May Fire      | Reignwolf                   |
| Buckcherry        | Sepultura                      | Crazytown             | King 810                    |
| Winger            | Emmure                         | The Treatment         | Kid Karate                  |
| Red Dragon Cartel | Skid Row                       | Feed the Rhino        | Arthemis                    |
| Red Dragon Cartel | Skillet                        | Kill Devil Hill       | Bad Touch                   |
| Red Dragon Cartel | We Came As Romans              | The Gravel Tones      | Bad Touch                   |
| Red Dragon Cartel | Avatar                         | The Charm, The Fury   | Bad Touch                   |

#### 2015

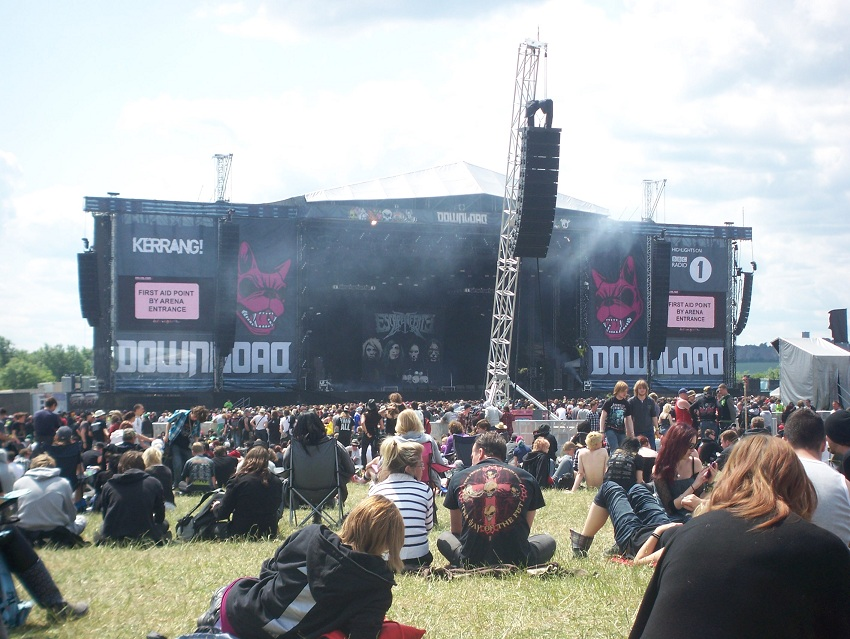
En attendant Escape the Fate.

Programmation :
| Main Stage              | Encore Stage             | 3rd Stage    | 4th Stage       |
| ----------------------- | ------------------------ | ------------ | --------------- |
| Slipknot                | Black Stone Cherry       | Fightstar    |                 |
| Judas Priest            | Thunder                  | Dragonforce  | Bombus          |
| Five Finger Death Punch | Corrosion of Conformity  | Sylosis      | The One Hundred |
| Clutch                  | Modestep                 | Beatooth     | Decade          |
| Lacuna Coil             | The Cadillac Three       | Defeater     | American Fangs  |
| At The Gates            | Blue Pills               | Gnarwolves   | Allusondrugs    |
| Hellyeah                | Fearless Vampire Killers | Krokodil     | Blood Youth     |
| All that Remains        | Rival State              | Counterparts | The Raven Age   |
| All that Remains        | Rival State              | Counterparts | Wild Lies       |
| All that Remains        | Rival State              | Counterparts | God Damn        |
| All that Remains        | Rival State              | Counterparts | Eofe            |

| Main Stage           | Encore Stage        | 3rd Stage                 | 4th Stage      |
| -------------------- | ------------------- | ------------------------- | -------------- |
| Muse                 | Marilyn Manson      | Andrew W.K.               | Hey! Hello!    |
| Faith No More        | Black Veil Brides   | Bodycount                 | The Pink Slips |
| A Day To Remember    | Black Star Riders   | Every Time I Die          | Dolomite Minor |
| Rise Against         | Motionless in White | Crown The Empire          | Insomnium      |
| Parkway Drive        | Carcass             | Northlane                 | Purson         |
| Hollywood Undead     | Testament           | Upon A Burning Body       | Dub War        |
| Mallory Knox         | Ace Frehley         | Hands Like Houses         | The Struts     |
| Funeral For A Friend | Apocalyptica        | Stray From The Path       | Roam           |
| Heart of a Coward    | Malefice            | Chunk! No, Captain Chunk! | Creeper        |
| Heart of a Coward    | Geyser              | In Hearts Wake            | Crobot         |
| Heart of a Coward    | The Lounge Kittens  | In Hearts Wake            | Emp!re         |
| Heart of a Coward    | The Lounge Kittens  | In Hearts Wake            | New Years Day  |
| Heart of a Coward    | The Lounge Kittens  | In Hearts Wake            | Love Zombies   |
| Heart of a Coward    | The Lounge Kittens  | In Hearts Wake            | Iconic Eye     |

| Main Stage          | Encore Stage          | 3rd Stage          | 4th Stage           |
| ------------------- | --------------------- | ------------------ | ------------------- |
| Kiss                | Enter Shikari         | Yellowcard         | Suicidal Tendencies |
| Mötley Crue         | Lamb of God           | The Ghost Inside   | Fidlar              |
| Slash               | In Flames             | Madball            | Chelsea Grin        |
| Billy Idol          | L7                    | Three Days Grace   | Butcher Babies      |
| Blackberry Smoke    | Eagles of Death Metal | Code Orange        | Aaron Keylock       |
| Tremonti            | Godsmack              | Evil Scarecrow     | Man with a Mission  |
| Cavalera Conspiracy | We Are Harlot         | September Mourning | The Qemists         |
| 36 Crazyfists       | Backyard Babies       | Like A Storm       | Rene Lavice         |
| Pop Evil            | Von Hertzen Brothers  | Like A Storm       | Trash Boat          |
| Pop Evil            | H.E.A.T.              | Like A Storm       | LTNT                |
| Pop Evil            | The Dead Daisies      | Like A Storm       | Hyena               |
| Pop Evil            | The Dead Daisies      | Like A Storm       | Colour of Noise     |
| Pop Evil            | The Dead Daisies      | Like A Storm       | Beasts              |
| Pop Evil            | The Dead Daisies      | Like A Storm       | Sirens in the Delta |

#### 2016
Du 10 au 12 juin 2016, une édition du festival est organisée à Paris, sur l'hippodrome de Longchamp ; il héberge trois scènes. L'édition attire 100 000 spectateurs, en deçà des attentes des organisateurs[réf. nécessaire]. L'organisation a en effet été pénalisée d'une part par le choc des attentats du 13 novembre 2015 ainsi que par l'annulation de la participation de Motörhead, à la suite du décès de Lemmy Kilmister survenu le 28 décembre 2015. Lors de la polémique sur le salut nazi de Phil Anselmo, le Download, comme le Hellfest, maintient la programmation de Down jusqu'à ce que le groupe annule sa tournée des festivals.

#### 2017
L'édition 2017 du Download festival UK a lieu du 9 au 11 juin 2017 au Donington Park, au Royaume-Uni.
La seconde édition française du Download a lieu du 9 au 11 juin 2017, sur la base aérienne 217 de Brétigny-sur-Orge. Le festival a accueilli plus de 120 000 personnes sur l’ensemble du week-end.

#### 2018

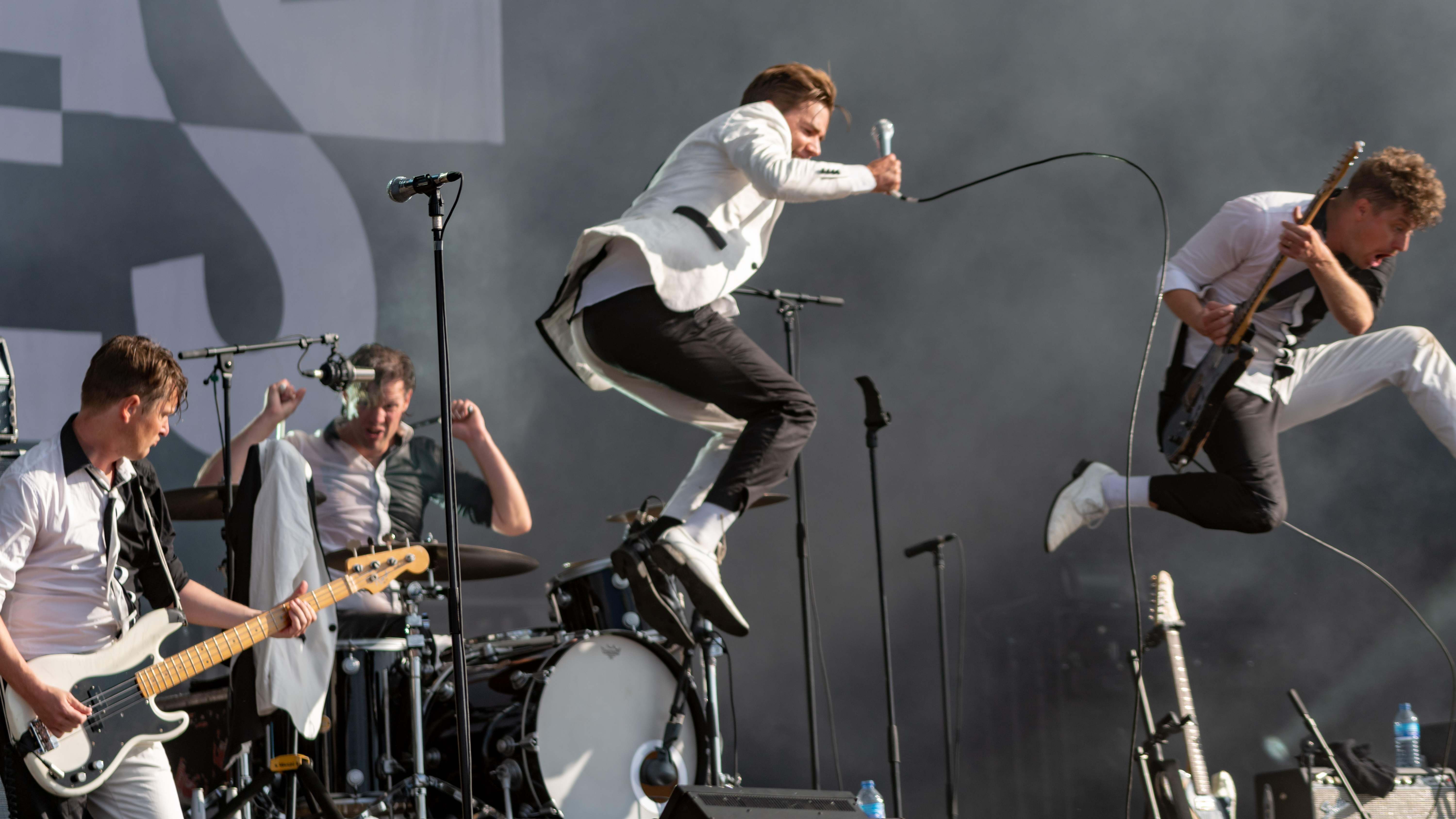
The Hives au Download Festival en 2018

L'édition 2018 du Download festival UK a lieu du 8 au 10 juin 2018 au Donington Park, au Royaume-Uni.
La troisième édition française du Download a lieu du 15 au 18 juin 2018, sur la base aérienne 217.

#### 2019

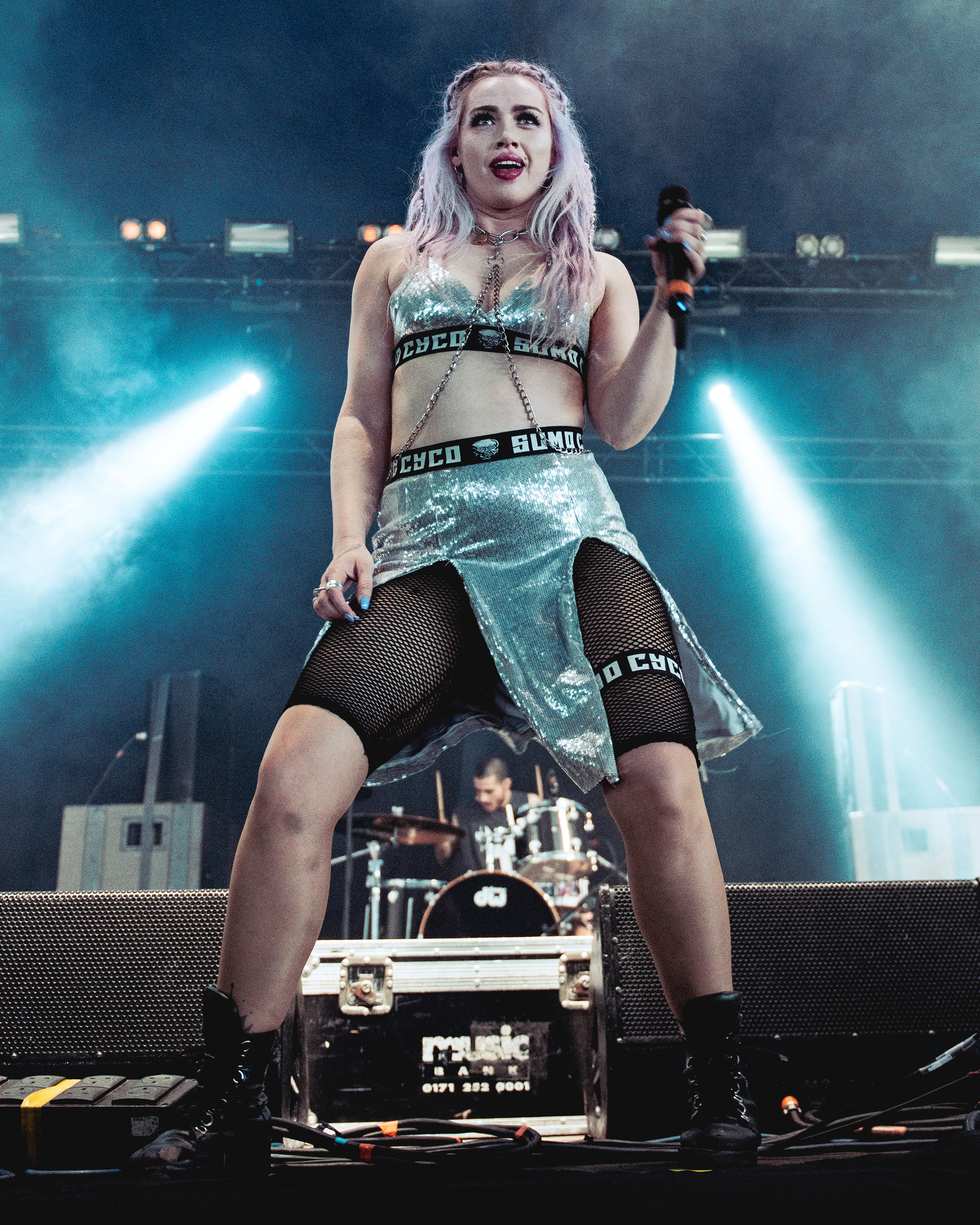
Sumo Cyco au Download Festival en 2019

L'édition 2019 a eu lieu du 14 au 16 juin.
| Main Stage       | Zippo                 | Avalanche Stage               | The Dogtooth Stage |
| ---------------- | --------------------- | ----------------------------- | ------------------ |
| Def Leppard      | Rob Zombie            | Me First and the Gimme Gimmes | At The Gates       |
| Slash            | Eagles of Death Metal | Reel Big FIsh                 | Ne Obliviscaris    |
| Whitesnake       | Opeth                 | The Interrupters              | Jinjer             |
| Clutch           | Deadland Ritual       | Zebrahead                     | Twelve Foot Ninja  |
| Blackberry Smoke | Delain                | Man With A Mission            | Vega               |
| Tesla            | Kverlertak            | Icon For Hire                 | Lost Society       |
| Last In Line     | Skid Row              | Sumo Cyco                     | Skynd              |
| Last In Line     | Goodbye June          | Pengshui                      | Conjurer           |
| Last In Line     | Goodbye June          | Pengshui                      | Nova Twins         |
| Last In Line     | Goodbye June          | Pengshui                      | Those Damn Crows   |
| Last In Line     | Goodbye June          | Pengshui                      | Groundculture      |

| Main Stage     | Zippo               | Avalanche Stage  | The Dogtooth Stage |
| -------------- | ------------------- | ---------------- | ------------------ |
| Slipknot       | Halestorm           | Simple Creatures | Carcass            |
| Die Antwoord   | Stone Temple Pilots | The Wonder Years | Ratushka           |
| Trivium        | Three Days Grace    | Nothing, Nowhere | Intervals          |
| Skindred       | Brothers Osborne    | Trash Boat       | The Hu             |
| Behemoth       | Epica               | Roam             | Riding the Low     |
| Power Trip     | Animals Leaders     | Palisades        | Loverbites         |
| Royal Republic | Elvana              | The Beaches      | Queen Zee          |
| Alien Weaponry | Bad Wolves          | Hot Milk         | Underside          |
| Alien Weaponry | The Inspector Cluzo | Yours Truly      | Cloud              |
| Alien Weaponry | The Inspector Cluzo | Parting Gift     | Vambo              |

| Main Stage        | Zippo            | Avalanche Stage      | The Dogtooth Stage                    |
| ----------------- | ---------------- | -------------------- | ------------------------------------- |
| Tool              | Slayer           | Enter Shikari        | Municipal Waste                       |
| Smashing Pumpkins | Dream Theater    | Fever 333            | Whitechapel                           |
| Lamb of God       | Anthrax          | Palaye Royale        | Coldrain                              |
| Amon Amarth       | Beartooth        | The Amity Affliction | Alcest                                |
| Godsmack          | State Champs     | Our Last Night       | Toska                                 |
| Underoath         | Starset          | Black Peaks          | Crystal Lake                          |
| I Prevail         | Badflower        | Heart of a Coward    | Kim Jennett                           |
| Cane Hill         | Dinosaur Pile-Up | Allusinlove          | Aaron Bucha Han and the Cult Classics |
| Cane Hill         | Like a Storm     | Black Futures        | Blurredvision                         |
| Cane Hill         | Like a Storm     | Redhook              | Wolf Jaw                              |
| Cane Hill         | Like a Storm     | Redhook              | Lost in Stereo                        |

### Années 2020

#### 2020–2021
Les éditions 2020 et 2021 sont annulées en raison de la pandémie de covid-19,.

#### 2022

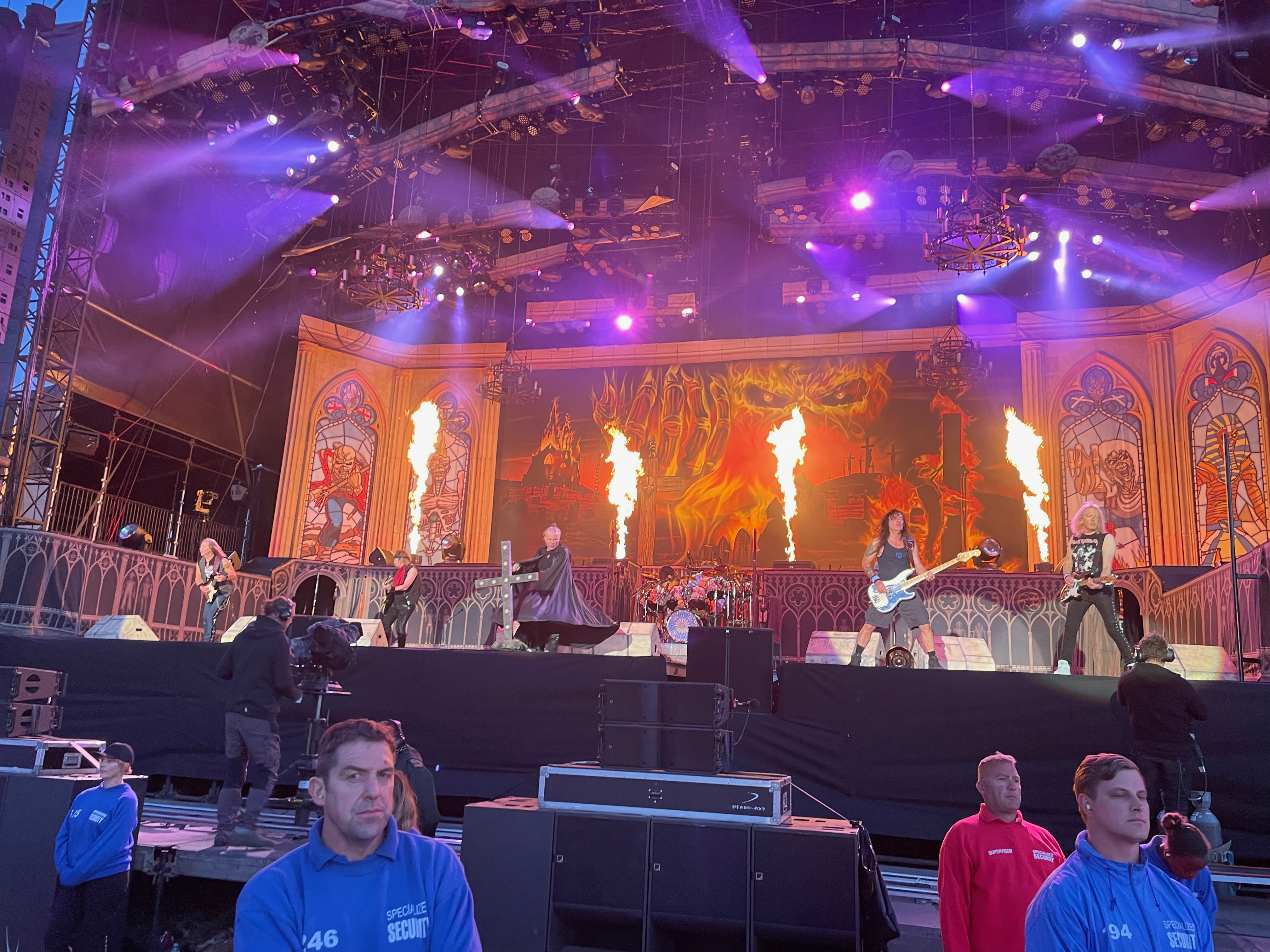
Iron Maiden au Downlad Festival en 2022

L'édition 2022 a lieu du 10 au 12 juin.
| Apex Stage          | Opus Stage              | Avalanche Stage      | Dogtooth Stage         |
| ------------------- | ----------------------- | -------------------- | ---------------------- |
| Kiss                | Megadeth                | The Ghost Inside     | Electric Wizard        |
| Iron Maiden         | Steel Panther           | Funeral for a Friend | Sepultura              |
| Biffy Clyro         | The Distillers          | Descendents          | Blues Pills            |
| Deftones            | The Darkness            | Boston Manor         | Dying Fetus            |
| Korn                | Airbourne               | Sleep Token          | British Lion           |
| The Pretty Reckless | Daughtry                | The Faim             | Bleed From Within      |
| Rise Against        | Skillet                 | grandson             | Twin Temple            |
| Black Label Society | Lacuna Coil             | Trash Boat           | Bokassa                |
| Theory              | Bush                    | Holding Absence      | Venom Prison           |
| Monster Truck       | Of Mice & Men           | Marianas Trench      | Spiritbox              |
| Powerwolf           | Wednesday 13            | Wargasm              | Tempt                  |
| Wayward Sons        | Ayron Jones             | Loathe               | Fire From The Gods     |
| Those Damn Crows    | Massive Wagons          | Jamie Lenman         | A. A. Williams         |
| The Raven Age       | The Last Internationale | The Hara             | Higher Power           |
| The Raven Age       | Control The Storm       | Press Club           | Kill The Lights        |
| The Raven Age       | Control The Storm       | Salem                | Dead Poet Society      |
| The Raven Age       | Control The Storm       | Cemetery Sun         | Joyous Wolf            |
| The Raven Age       | Control The Storm       | Blackout Problems    | Modern Error           |
| The Raven Age       | Control The Storm       | Dead Posey           | Celllar Door Moon Crow |
| The Raven Age       | Control The Storm       | Static Dress         | Lotus Eater            |
| The Raven Age       | Control The Storm       | Static Dress         | The Scratch            |
| The Raven Age       | Control The Storm       | Static Dress         | Dead Label             |
| The Raven Age       | Control The Storm       | Static Dress         | Phoxjaw                |
| The Raven Age       | Control The Storm       | Static Dress         | JJ Wilde               |
| The Raven Age       | Control The Storm       | Static Dress         | Anchor Lane            |
| The Raven Age       | Control The Storm       | Static Dress         | Temples on Mars        |
| The Raven Age       | Control The Storm       | Static Dress         | As Everything Unfolds  |
| The Raven Age       | Control The Storm       | Static Dress         | The Injester           |

#### 2023

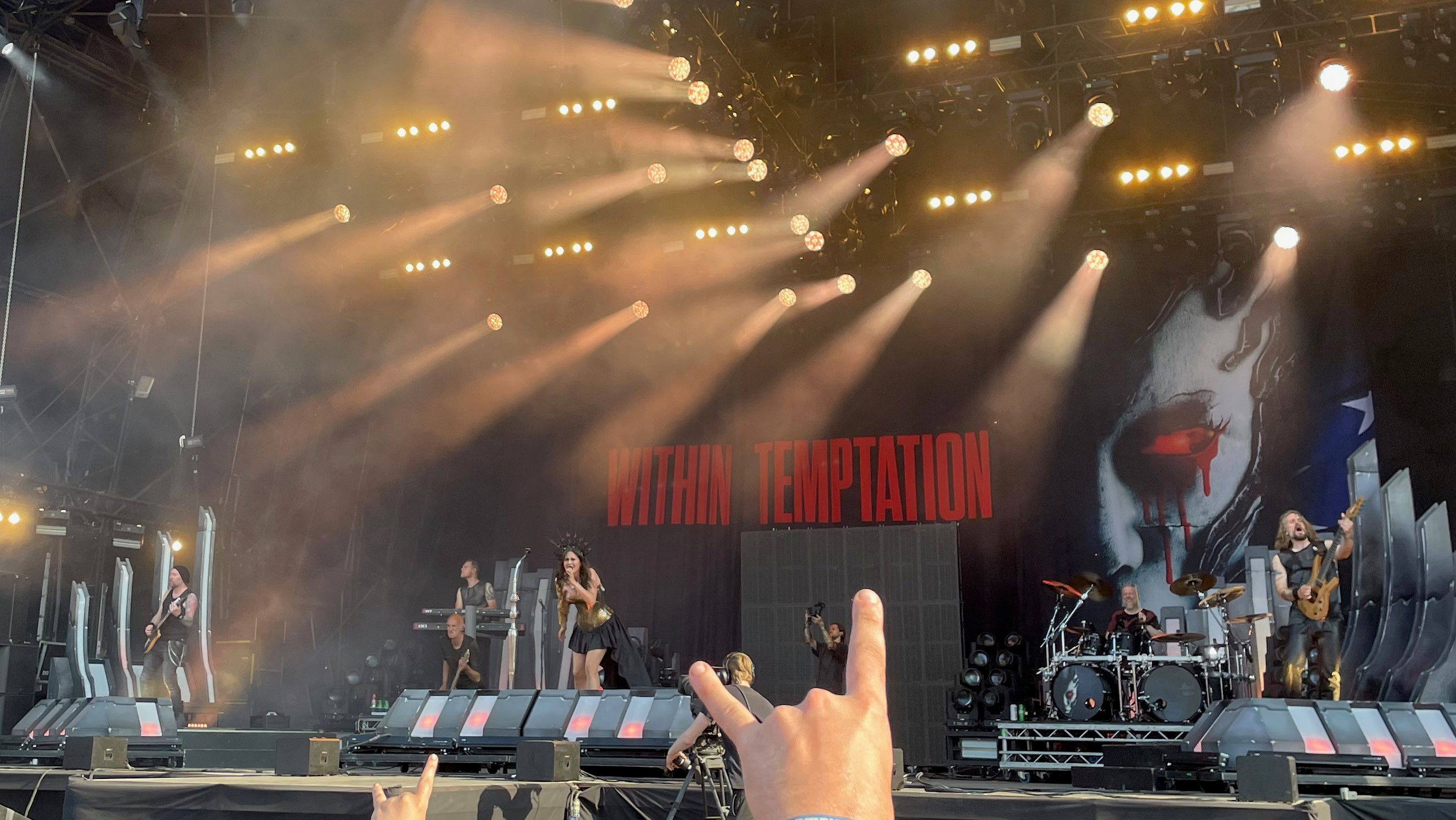
Within Temptation au Download Festival en 2023.

| Jeudi 8 juin                                        |                                                                      |                                                                           |                                                          |
| Apex Stage                                          | Opus Stage                                                           | Avalanche Stage                                                           | Dogtooth Stage                                           |
| Metallica Alter Bridge Halestorm Jinjer Mammoth WVH | Skindred Puscifer Hundred Reasons The Bronx Cancer Bats Cherry Bombs | State Champs Mom Jeans Punk Rock Factory Fearless Vampire Killers Tigress | Perturbator Haken A.A. Williams Caskets Mimi Barks Snayx |

| Vendredi 9 juin                                                                       |                                                                                            |                                                                                   | |
| Apex Stage                                                                            | Opus Stage                                                                                 | Avalanche Stage                                                                   | Dogtooth Stage                                                                                      |
| Bring Me the Horizon Architects Pendulum Neck Deep Hot Milk Nova Twins Stand Atlantic | Evanescence Within Temptation Asking Alexandria Epica Elvana Smash into Pieces The Warning | VV PUP The Blackout Crawlers Demob Happy AViVA As December Falls RedHook Fixation | Carpenter Brut Empire State Bastard Brutus Ingested Undeath Pupil Slicer Witch Fever Taipei Houston |

| Samedi 10 juin                                                           | |                                                                              | |
| Apex Stage                                                               | Opus Stage | Avalanche Stage                                                              | Dogtooth Stage |
| Metallica Disturbed Alexisonfire Clutch Ice Nine Kills Fever 333 Polaris | Placebo Simple Plan Three Days Grace Motionless in White Carcass Municipal Waste Stray from the Path Static Dress | Coheed and Cambria Deaf Havana Bob Vylan Kid Kapichi Casey Blackgold Rituals | Creeper Monuments GWAR Spirit Adrift Enola Gay Bambie Thug Beauty School Dropout Lake Malice Kid Bookie Antisaint |

| Dimanche 11 juin                                                        |                                                                                                 | | |
| Apex Stage                                                              | Opus Stage                                                                                      | Avalanche Stage                                                                                          | Dogtooth Stage                                                                                      |
| Slipknot Parkway Drive I Prevail Behemoth The Hu Lorna Shore Bloodywood | Ghost Bad Religion Palaye Royale Dinosaur Pile-Up Avatar The Amity Affliction SiM Blind Channel | Electric Callboy Set it Off Mod Sun Cleopatrick Jazmin Bean Joey Valence and Brae Taylor Acorn Crashface | Hatebreed Touché Amoré Terror Soen Green Lung SOUL GLO The Meffs Hawxx Graphic Nature Beauty School |

#### 2024
| Vendredi 14 juin :                                                                                          |                                                                                                  |                                                                           |                                                                                   |
| Apex Stage                                                                                                  | Opus Stage                                                                                       | Avalanche Stage                                                           | Dogtooth Stage                                                                    |
| Queens of the Stone Age Royal Blood Black Stone Cherry Polyphia The Struts Those Damn Crows The Blue Stones | Funeral for a Friend Heilung Mr. Bungle Soft Play All Them Witches Scene Queen Halocene Hanabie. | Busted Wheatus Bayside Vukovi Escape the Fate Dream State AViVA TX2 STORM | Biohazard HEALTH Make them Suffer The Callous Daoboys (en) Urne Frozemode Defects |

| Samedi 15 juin | | | |
| Main Stage | Opus Stage | Avalanche Stage                                                                                                | Dogtooth Stage |
| Fall Out Boy The Offspring Enter Shikari Babymetal Frank Carter and the Rattlesnakes The Hunna Wargasm Bambie Thug | Pantera While She Sleeps Tom Morello Slaughter to Prevail Karnivool Bleed from Within Alien Weaponry Asinhell Heriot Florence Black | Billy Talent Holding Absence Silverstein Noahfinnce RØRY Charlotte Sands Lowlives DeathbyRomy HotWax Mallavora | Fear Factory Dying Fetus Alpha Wolf Ne Obliviscaris Dying Wish Gel Guilt Trip Calva Louise Alt Blk Era Knife Bride Celestial Sanctuary |

| Dimanche 16 juin                                                                                      | | | |
| Main Stage                                                                                            | Opus Stage | Avalanche Stage                                                                                           | Dogtooth Stage |
| Avenged Sevenfold Limp Bizkit Sum 41 Bowling for Soup Kerry King Creeper Code Orange Lord of the Lost | Machine Head Corey Taylor Thy Art Is Murder Zebrahead Elvana Royal Republic 311 Kelsy Karter and the Heroines | The Used Counterparts Hoobastank Atreyu Of Mice and Men Tigercub Pinkshift Noisy Cemetery Sun Delilah Bon | The Black Dahlia Murder Erra Fit for a King Shadow of Intent Imminence Brand of Sacrifice Crystal Lake Parkway Drive Missio Underside Harper Until I Wake |